# Razgradni produkt fibrina
Razgradni produkti fibrina (kratica FDP, angl. fibrin degradation products) so snovi, ki nastanejo v tretji fazi hemostaze po razgradnji fibrina zaradi delovanja plazmina. Mednje sodi D-dimer. Spremljanje njihove plazemske koncentracije daje podatek o učinkovitosti fibrinolize. Njihova koncentacija naraste po vsakem trombotičnem dogodku v organizmu. Pri diseminirani intravaskularni koagulaciji je njihova plazemska koncentracija močno povišana. Normalna koncentracija je do 10 mg/L. Razgradni produkti fibrina zavirajo aktivnost plazmina.